# Zwanowice (Skarbimierz)
Zwanowice  (deutsch: Schwanowitz) ist ein Ort in der Gmina Skarbimierz im Powiat Brzeski in der Woiwodschaft Opole in Polen.

## Geographie
Das Angerdorf Zwanowice liegt 14 Kilometer östlich von Skarbimierz (Hermsdorf), 11 Kilometer südöstlich von Brzeg (Brieg) und 40 Kilometer nordwestlich von Opole (Oppeln) in der Schlesischen Tiefebene am linken Ufer der Oder. Nördlich vom Dorf liegt die Śluza Zwanowice (Schleuse Zwanowice). Durch den Ort führt die Woiwodschaftsstraße Droga wojewódzka 460.
Nachbarorte von Zwanowice sind im Westen Kruszyna (Schönau), im Osten Kopanie (Koppen), im Südosten Różyna (Rosenthal) und im Süden Strzelniki (Jägerndorf).

## Geschichte

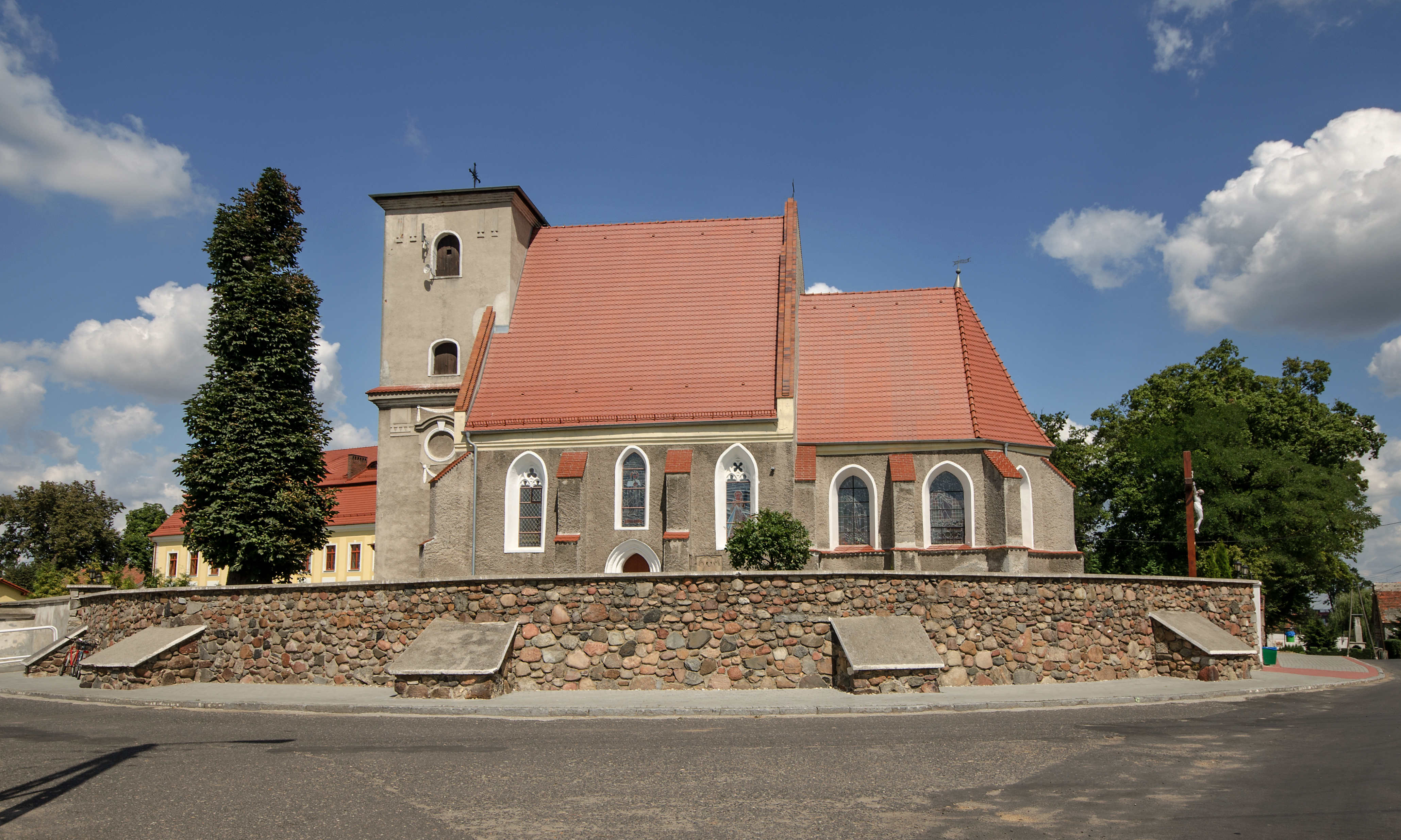
Kirche der Heiligsten Jungfrau Maria Königin von Polen (2013)

„Szawonoviz“ wurde erstmals im Jahre 1286 als erwähnt. Für das Jahr 1297 ist es in der Schreibweise „Suanwiz“ belegt. Im Breslauer Zehntregister Liber fundationis episcopatus Vratislaviensis aus den Jahren 1295–1305 wurde es als „villa Swanowitz“ erwähnt, und für das Jahr 1359 ist die Schreibweise „Schwanowicz“ überliefert. Um das Jahr 1400 wurde eine Kirche errichtet.
Nach dem Ersten Schlesischen Krieg 1742 fiel Schwanowitz zusammen mit dem größten Teil Schlesiens an Preußen.
Nach der Neugliederung Preußens gehörte Schwanowitz ab 1815 zur Provinz Schlesien und war ab 1816 dem Landkreis Brieg eingegliedert, mit dem es bis 1945 verbunden blieb. 1874 wurde der Amtsbezirk Koppeln gegründet, dem die Landgemeinden Koppen, Pramsen, Schönau und Schwanowitz und die Gutsbezirke Koppen, Pramsen und Schwanowitz eingegliedert wurden. 1885 wurden 422 Einwohner gezählt, und 1933 waren es 400, und 1939 412 Einwohner.
Als Folge des Zweiten Weltkriegs fiel Schwanowitz 1945 mit dem  größten Teil Schlesiens an Polen. Nachfolgend wurde es in Zwanowice umbenannt und der Woiwodschaft Schlesien angeschlossen. Die deutsche Bevölkerung wurde, soweit sie nicht vorher geflohen war, weitgehend vertrieben. Die neu angesiedelten Bewohner waren teilweise Zwangsumgesiedelte aus Ostpolen, das an die Sowjetunion gefallen war. 1950 wurde Zwanowice der Woiwodschaft Opole zugewiesen. 1997 wurde das Dorf beim Jahrhunderthochwasser der Oder überschwemmt. 1999 wurde Zwanowice dem  Powiat Brzeski eingegliedert.

## Sehenswürdigkeiten

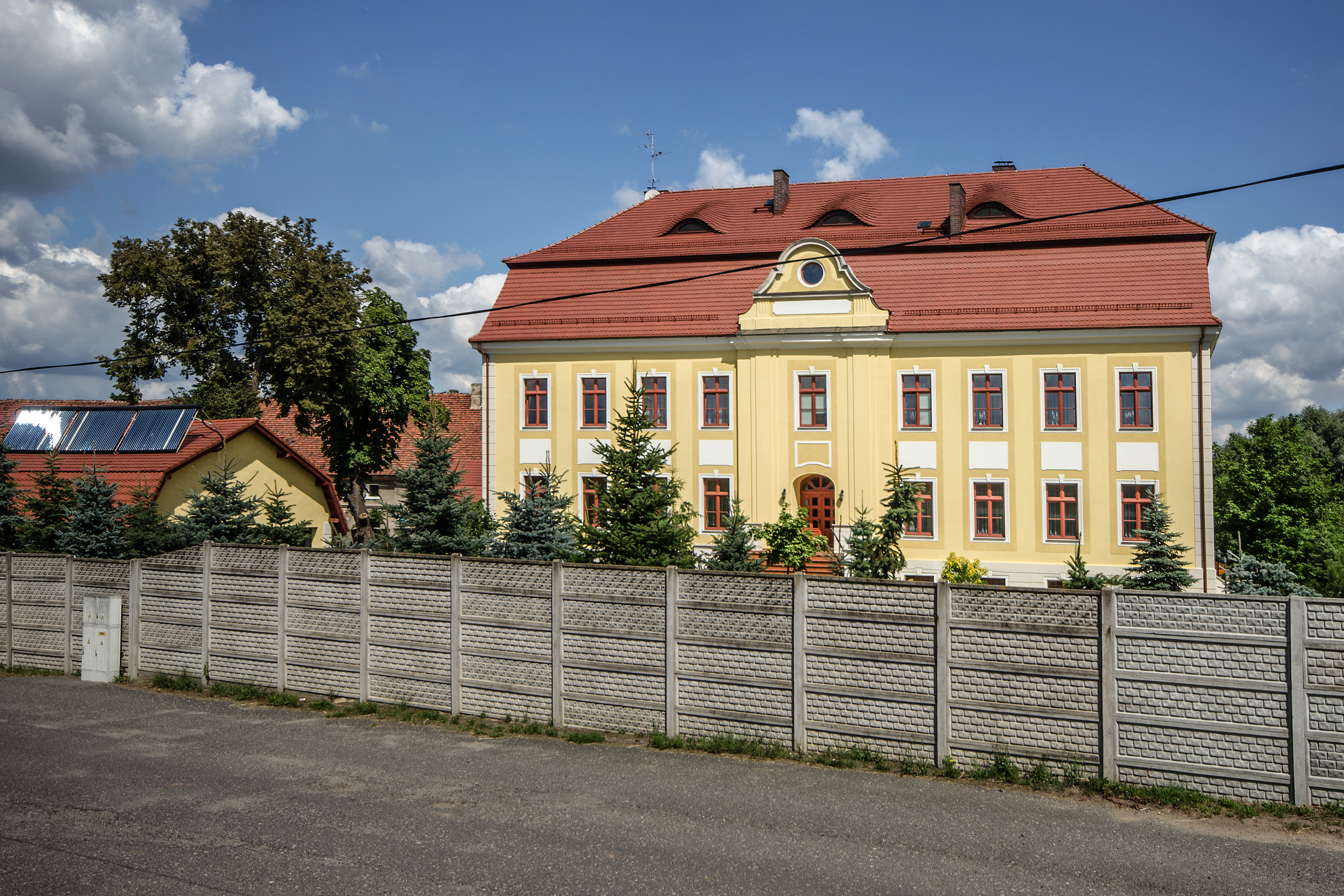
Schloss Schwanowitz

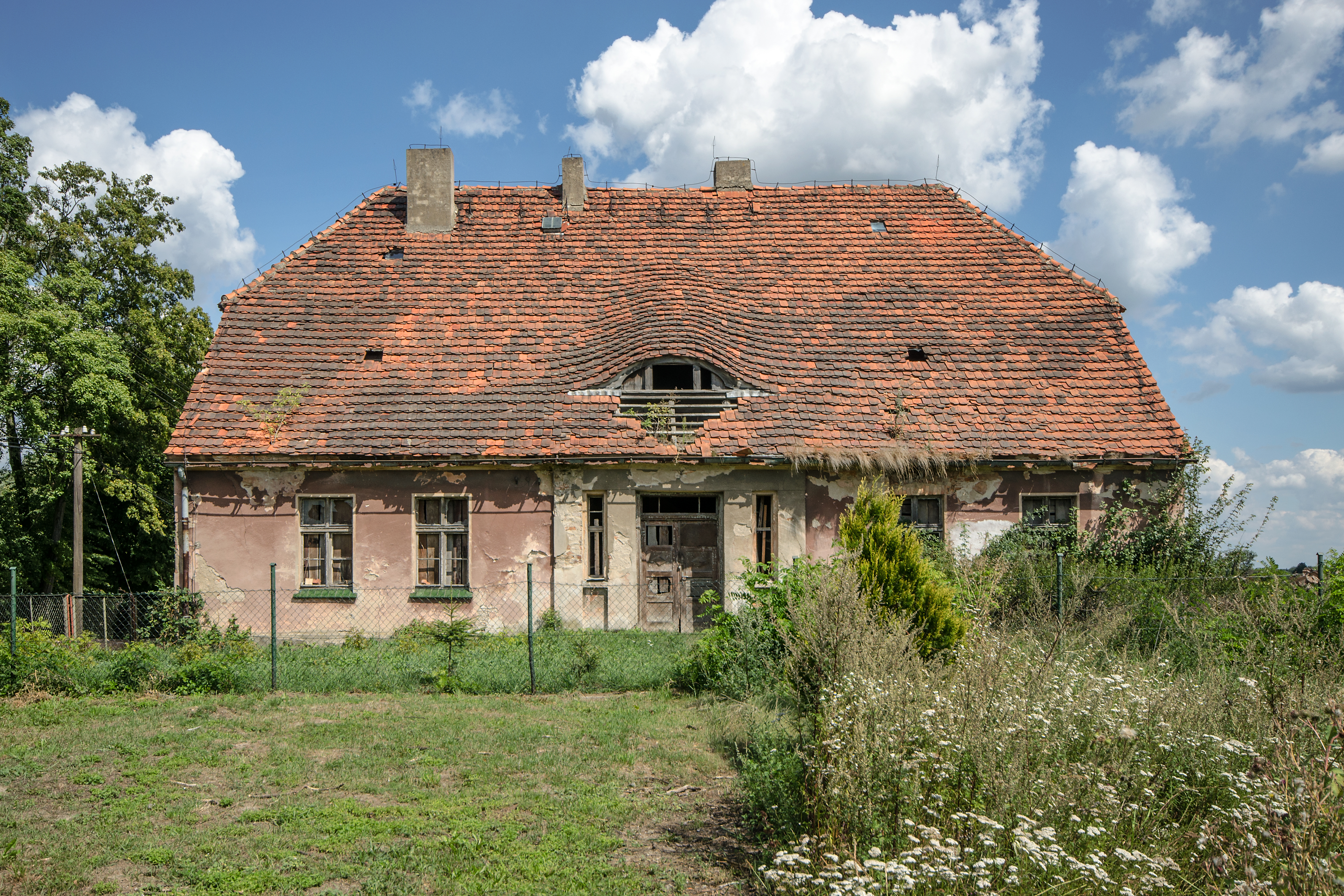
Altes Pfarrhaus

- Die Römisch-katholische Kirche der Heiligsten Jungfrau Maria Königin von Polen (polnisch Kościół MB Królowej Polski) wurde um 1400 errichtet. Seit der Reformation bis zum Übergang an Polen 1945 wurde sie als evangelisches Gotteshaus genutzt. Der Chor ist einjochig und dreiseitig geschlossen. Im Inneren besitzt der Bau ein Kreuzrippengewölbe. Das dreijochige Langhaus mit Strebepfeiler.[2] 1819 erhielt der Turm eine im Stil des Klassizismus entstanden Turmhaube. Diese wurde im Zweiten Weltkrieg zerstört und 2015 wieder rekonstruiert.[5] Umgeben ist die Kirche von einer steinernen Mauer. Seit 1964 steht die Kirche unter Denkmalschutz.[6]
- Das Schloss Schwanowitz (Pałac Zwanowice) wurde im 18. Jahrhundert im Stil des Barock errichtet und 1898 erweitert. Letzte Besitzer das Schlossguts war die Familie von Schmiedeberg. Nach 1945 wurde das Schloss zu einem Wohnheim umgebaut. Ab den 1980er Jahren stand das Gebäude leer und verfiel. 2009–2011 wurde es saniert und zu einem Altersheim umgebaut.[7] Der angrenzende Schlosspark wurde wieder hergestellt. Das Schloss steht seit 1964, der Park seit 1984 unter Denkmalschutz.[6]
- Vorwerk aus dem 19. Jahrhundert
- Altes Pfarrhaus (Ruine)
- Grabkapelle der Familie Schmiedeberg
- Hölzernes Wegekreuz

## Vereine
- Freiwillige Feuerwehr OSP Zwanowice
- Fußballverein KS Zwanki Zwanowice